# Jerseyko

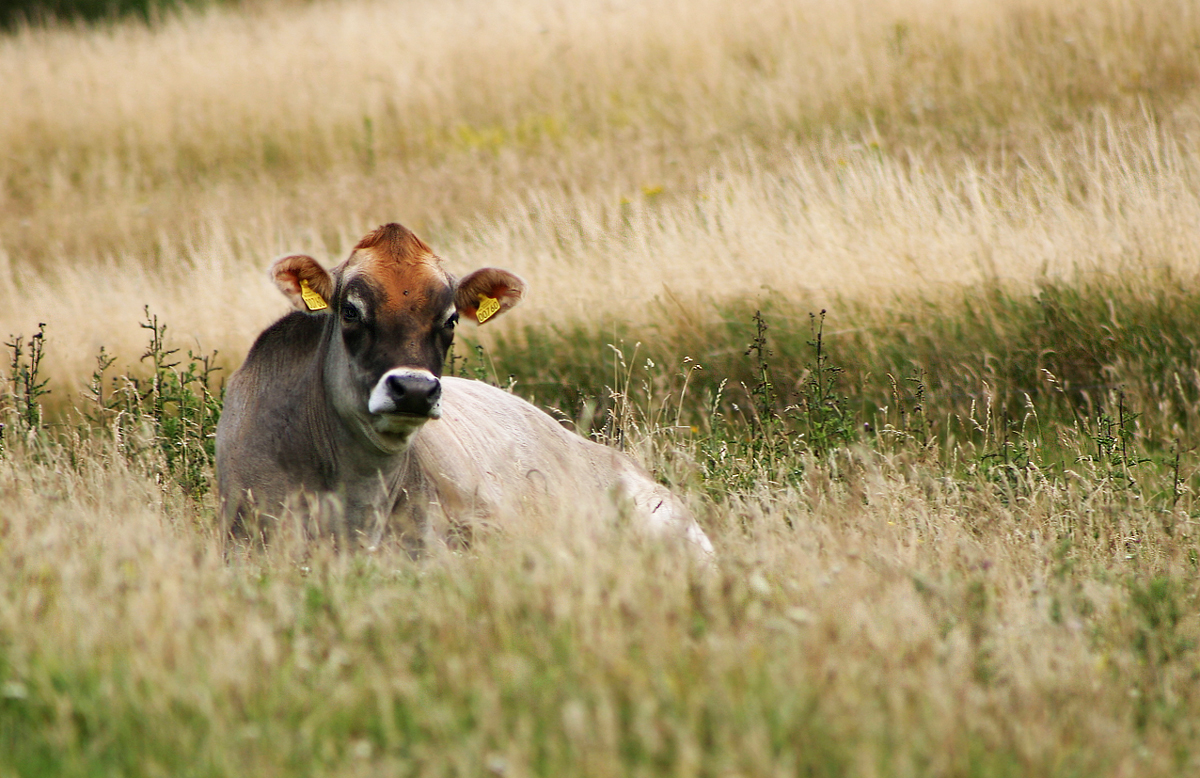
Jerseyko.

Jerseyko (även SJB – svensk jerseyboskap) är en liten (350-400kg) beige eller ljusbrun mjölkkoras med ursprung från den engelska kanalön Jersey. Djurets sandgula färg och stora ögon ger den ett nästan "rådjurslikt" utseende. Mjölken har mycket hög protein- och fetthalt. En studie i Sverige 2016 visade på en fetthalt på 5,93 % och en proteinhalt på 4,11 %. De höga fett- och proteinhalten gör att mjölken lämpar sig särskilt väl som mejeriråvara.
Rasen gjorde sig känd då den var vanlig som skeppsko, det vill säga att man tog med den på längre resor till havs för att ha färsk mjölk på fartyget.

## Sverige och Danmark
Till Sverige importerades de första jerseykorna 1890 till Torreby gård i Bohuslän. Några år senare importerades rasen även till gårdarna Wirum och Svartingstorp.Idag finns det cirka 2 000 jerseykor i Sverige, vilket utgör mindre än 1 % av alla kor i landet. I Danmark finns det cirka 60 000 Jerseykor, vilket gör den till Danmarks näst största koras.